# Turbine (1902)
«Турбіне» (італ. Turbine) — ескадрений міноносець  типу «Нембо»  ВМС Італії часів Першої світової війни.

## Історія створення
Ескадрений міноносець був закладений верфі «Cantieri Pattison» в Неаполі 20 серпня 1899 року. Корабель був спущений на воду 21 листопада 1901 року, вступив у стрій 28 серпня 1902 року.

## Історія служби
У 1909 році корабель, як і однотипні есмінці, був модернізований. 57-мм гармати «57/43 Mod. 1887» були замінені на 76-мм «76/40 Mod. 1916 R.M». 356-мм торпедні апарати були замінені на 450-мм.

### Італійсько-турецька війна
З початком італійсько-турецької війни «Турбіне» разом з однотипними  «Нембо», «Бореа» і «Аквілоне» був включений до складу IV ескадри есмінців.
17 квітня корабель отримав пошкодження внаслідок зіткнення з «Нембо», але вже наступного дня зміг,  разом з іншими італійськими кораблями, взяти участь у обстрілі турецьких укріплені в Дарданеллах.
У 1914-1915 роках на кораблі було встановлене обладнання для постановки 10-16 мін.

### Перша світова війна
Після вступу Італії у Першу світову війну «Турбіне» разом з однотипними есмінцями «Нембо», «Есперо», «Бореа», «Аквілоне» і Espero (1905)«Есперо» був включений до складу V ескадри есмінців, яка базувалась в Таранто.
23 травня 1915 року «Аквілоне» і «Турбіне» вирушили на патрулювання поблизу Манфредонії. 24 травня Італія оголосила віну Австро-Угорщині. Австро-угорські кораблі, які перебували в Адріатичному морі, розпочали обстріл військових об'єктів на італійському узбережжі.
О 4:10 «Аквілоне» помітив ворожий крейсер «Гельголанд», який обстрілював Барлетту, і атакував його. «Гельголанд» припинив обстріл міста і переніс свій вогонь на  «Аквілоне»
О 4:30 «Турбіне» помітив «Гельголанд» на відстані 9 000 м і атакував його. «Гельголанд» почав обстрілювати «Турбіне», і «Аквілоне» зміг відступити.
Оскільки «Турбіне» був меншим і слабше озброєним, він, користуючись перевагою у швидкості, почав відходити.
У цей час підійшли австро-угорські есмінці «Чепель» і «Татра». Вони були більшими, швидшими і краще озброєними. 
О 5;48 вони відкрили вогонь по італійському кораблю, завдавши йому пошкоджень та поранивши декількох членів екіпажу, в тому числі й капітана Б'янкі. «Турбіне» відкрив вогонь у відповідь, пошкодивши щоглу на «Чепелі» і поранивши декількох моряків.
У цей час з іншого боку підійшов есмінець «ЛІка», який о 6:30 відкрив вогонь. В «Турбіне» спочатку влучив 70-мм снаряд, який пошкодив носовий котел, а згодом 102-мм снаряд, який пошкодив кормовий котел. Був пошкоджений капітанський місток, корабель втратив хід.
Ворожі кораблі підійшли на відстань 1000 м, припинили вогонь і наказали екіпажу покинути корабель. Відкривши кінгстони, екіпаж спустив рятувальні шлюпки. Капітан корабля знищив секретні документи і останнім залишив борт корабля.
Палаючий «Турбіне» затонув о 6:51. 
З 53 членів екіпажу 10 чоловік загинули, 32 підібрали австро-угорські кораблі, 8 врятував допоміжний крейсер «Чітта ді Сіракуза».